# ハンティング・ナイフ (村上春樹)
『ハンティング・ナイフ』は、村上春樹の短編小説。

## 概要
| 初出     | 『IN★POCKET』1984年12月号                          |
| 収録書籍 | 『回転木馬のデッド・ヒート』（講談社、1985年10月） |

村上は『IN★POCKET』1983年10月号（創刊号）から1984年12月号まで隔月で、聞き書きをテーマとする連作の短編小説を掲載した。副題は「街の眺め」。本作品は1984年12月号に発表されたその8作目である。

### 英訳
| タイトル | Hunting Knife                                               |
| 翻訳     | フィリップ・ガブリエル                                      |
| 初出     | 『ザ・ニューヨーカー』2003年11月17日号                      |
| 収録書籍 | 『Blind Willow, Sleeping Woman』（クノップフ社、2006年7月） |

英訳に際して村上は大幅な書き直しをおこなった。よって、『めくらやなぎと眠る女 TWENTY-FOUR STORIES』（新潮社）に収録されたものとオリジナル版は大きく異なっている。

## あらすじ
コッテージの一棟は二階建てで四部屋にわかれていた。一階の我々のとなりの部屋には親子づれが二人で泊まっていた。母親は車椅子に座った息子をいつもうしろから押していた。「僕」と妻はホテルのダイニング・ルームでその親子ととなりあわせてもひとことも口をきかなかった。それは我々二人にとって二十代最後の夏だった。
ホテルを引きあげる前日の午後、「僕」は最後のひと泳ぎをする。梯子をつかんでブイの上に上ると、ブロンドの髪のみごとに太った女がいた。彼女はかつてユナイティッド・エアラインのスチュワーデスだったという。
その夜、「僕」は異様に激しい動悸のせいで目をさます。時計の針は一時二十分を指していた。「僕」はベッドから出て、芝生の庭のまん中を一直線に横切ってみた。庭のテーブルに車椅子に座った青年が片肘をついて、一人で海を見ていた。青年は家族環境について話をしたあとに言った。
「欠落はより高度な欠落に向い、過剰はより高度な過剰に向うというのが、そのシステムに対する僕のテーゼです。ドビッシーが、自分の歌劇の作曲が遅々として進まないことを表して、こんな風に言っています。『私は彼女の創りだす無（リャン）を追いかけて明けくれていた』ってね。僕の仕事はいわばその無（リャン）を創りだすことにあるんです」
彼はポケットから長さが十センチほどの木片をとりだして、テーブルの上に置いた。それは折りたたみ式の小型のハンティング・ナイフだった。
「刃をあけてみて下さい」と彼は言った。